# Noella Uloko
Noella "Noelle" Uloko là một ca sĩ kiêm nhạc sĩ Christian đương đại người Nigeria và nghệ sĩ thu âm từ bang Benue.